# Don Kent
Pour les articles homonymes, voir Kent (homonymie).
Don Kent est un réalisateur de cinéma d'origine écossaise. Il a réalisé la dernière vidéo live de Metallica intitulée Français pour une nuit, enregistrée dans les arènes de Nîmes à l'été 2009. Il a aussi été l'un des réalisateurs des émissions Chorus et Droit de réponse. Il a réalisé de nombreuses captations des spectacles de la Comédie-Française.

## Filmographie

### Télévision
- 1978 - 1981 : Chorus
- 1989 : Série rose
- 2002 : Platée, direction Marc Minkowski, mise en scène Laurent Pelly, Opéra de Paris
- 2002 : A Filetta - Voix corses[2] (Editions Montparnasse)
- 2006 : Fables de La Fontaine, mise en scène Robert Wilson, Comédie-Française
- 2012 : Ballade pour une reine (Diffusé sur Arte)